# Ersilia Caetani Lovatelli
Ersilia Caetani Lovatelli (Roma, 12 de octubre de 1840-1925) fue una historiadora del arte y arqueóloga italiana. Fue considerada una de las arqueólogas más importantes de su época por sus investigaciones sobre la vida y costumbres de la Antigua Roma. Fue la primera mujer admitida como académica de la Accademia Nazionale dei Lincei y más tarde fue nombrada doctora honoris causa por la Universidad de Halle.

## Biografía
Hija de la aristócrata, compositora y salonnière polaca Calixta Rzewuski y de Michelangelo Caetani, duque de Sermoneta y príncipe de Teano, político y académico. El clan de los Caetani era una de las familias nobles más importantes de Roma, aunque Michelangelo se declaró un firme defensor del liberalismo. Asimismo, su interés por las artes y la cultura le llevó a tejer una serie de redes entre la élite cultural y política europea. La inquietud por la Historia de la Antigüedad clásica también los recibió de su abuela, Teresa de'Rossi, anticuaria e impulsora de excavaciones en las cercanías de la capital italiana. Su hermano, Onorato, fue alcalde de Roma (1890-1892) y, durante unos meses, ministro de Asuntos Exteriores del Reino de Italia.

## Trayectoria
Desde una edad muy temprana, demostró un profundo interés por estudiar, documentar y publicar información sobre la historia de su ciudad de nacimiento, un reto para una mujer italiana del siglo XIX. El apoyo y el interés por la Antigüedad mostrados por su familia fueron sin duda claves fundamentales en la trayectoria académica de Ersilia Caetani Lovatelli. Estudió griego, latín y sánscrito, y, al estar vetado el acceso de las mujeres a la universidad, recibió clases particulares del orientalista y catedrático de la Universidad de Roma, Ignazio Guidi. Estudió los principios básicos de Historia y Arqueología clásicas, incluida la técnica de excavación por capas, que aprendió de Giuseppe Fiorelly. Demostró un interés especial en epigrafía, por lo que se embarcó asimismo en el estudio de sánscrito, con el objetivo de descifrar dichas inscripciones. 
En 1854, fue nombrada socia honoraria del Instituto di Correspondenza di Roma y del Instituto Arqueológico Alemán. Este hecho marcó un hito en su carrera profesional, permitiéndole la publicación de su primer artículo en el Bulletino della Commissione archeologica comunale di Roma, en el que analiza la inscripción gravada en una lápida hallada en la Via della Pace. En 1879, se convirtió en la primera mujer admitida como académica de la Accademia Nazionale dei Lincei, que financió la publicación de su primera monografía, Thanatos (1888), en el que se aúna en el tratamiento y significado de la muerte en la Antigüedad. 
En general, contó con el apoyo de la comunidad científica, mayoritariamente masculina, lo cual favoreció que continuara publicando más artículos y comenzará a ganar importancia en el mundo de la Arqueología. El estilo de Caetani-Lovatelli se caracteriza por tratar de indagar en la historia y la cultura detrás del objeto arqueológico, yendo más allá de la mera descripción. Supo aprovechar la oportunidad que le brindó la construcción del sentimiento nacional italiano tras la unificación del país en 1878 para publicar una serie de artículos dirigidos a un público más amplio y que tomaron el formato de guías de viaje. Su contribución supuso un aumento considerable del interés hacia la Historia, la Antigüedad y la Arqueología de Roma. 
A su salón acudieron autores como Stendhal, Honoré de Balzac Nikolai Gogol, el historiador Barthold Georg Niebuhr y el compositor Franz Liszt.

## Algunas publicaciones
- Thanatos, 1888
- Antichi Monumenti Illustrati, 1889
- Aurea Roma, 1915

- Thánatos, Tipografia dei Lincei, Rom 1888
- Antichi monumenti illustrati, Tipografia dei Lincei, Rom 1889
- Scritti vari, Tipografia dei Lincei, Rom 1898
- Attraverso il mondo antico, Loescher, Rom 1901
- Ricerche archeologiche, Loescher, Rom 1903
- Varia, Loescher, Rom 1905
- Passeggiate nella Roma antica, Loescher, Rom 1909
- Aurea Roma, Loescher, Rom 1915